# Championnat de France de basket-ball 1953-1954
Navigation
Saison précédente Saison suivante
La saison 1953-1954 du championnat de France de Basket-Ball de Nationale est la 32e édition du championnat de France masculin de basket-ball.

## Présentation
16 équipes sont regroupées en 2 poules.
La saison régulière se déroule du 24 octobre 1953 au 6 mars 1954, chaque équipe rencontre les autres équipes de sa poule en match aller-retour.
Les premiers des deux poules sont qualifiés pour finale.
Le meilleur marqueur du championnat est Roger Haudegand (Marly) avec un total de 398 points (moyenne de 28,4).
Lors de la 13e journée, le 21 février 1954, Roger Haudegand devient le premier joueur à marquer plus de 50 points (58) lors de la victoire de Marly sur Nilvange (93-57).

## Équipes participantes
Poule A :
- Club Sportif Municipal d'Auboué
- Championnet Sports
- Rhônel Sporting Club de Marly
- Association Sportive Montferrandaise
- Football Club de Mulhouse
- Société Sportive de Nilvange
- Racing Club de France
- Groupe Sportif Chorale Mulsant de Roanne

Poule B :
- Enfants de la Valserine de Bellegarde
- Avant-Garde Laïque de Fougères
- Union Sportive Saint Thomas d'Aquin Le Havre
- Olympique de Marseille
- Atlantique Basket Club de Nantes
- Paris Université Club
- Association Sportive Stéphanoise
- Association Sportive de Villeurbanne Eveil Lyonnais

## Classement final de la saison régulière
La victoire rapporte 3 points, le match nul 2 points, la défaite 1 point. En cas d'égalité, les clubs sont départagés au point-average particulier 
POULE A
| Rang | Équipe             | Pts | J  | G  | N | P  | Bp | Bc | Diff |
| ---- | ------------------ | --- | -- | -- | - | -- | -- | -- | ---- |
| 1    | Racing C.F.        | 34  | 14 | 10 | 0 | 4  | 0  | 0  | 0    |
| 2    | Roanne             | 30  | 14 | 7  | 2 | 5  | 0  | 0  | 0    |
| 3    | Mulhouse           | 30  | 14 | 8  | 0 | 6  | 0  | 0  | 0    |
| 4    | Marly              | 29  | 14 | 6  | 3 | 5  | 0  | 0  | 0    |
| 5    | AS Montferrandaise | 28  | 14 | 7  | 0 | 7  | 0  | 0  | 0    |
| 6    | Auboué             | 27  | 14 | 6  | 1 | 7  | 0  | 0  | 0    |
| 7    | Championnet        | 24  | 14 | 4  | 2 | 8  | 0  | 0  | 0    |
| 8    | Nilvange           | 22  | 14 | 4  | 0 | 10 | 0  | 0  | 0    |

POULE B
| Rang | Équipe        | Pts | J  | G  | N | P  | Bp | Bc | Diff |
| ---- | ------------- | --- | -- | -- | - | -- | -- | -- | ---- |
| 1    | ASVEL         | 40  | 14 | 13 | 0 | 1  | 0  | 0  | 0    |
| 2    | Paris U.C.    | 35  | 14 | 10 | 1 | 3  | 0  | 0  | 0    |
| 3    | Fougères      | 31  | 14 | 8  | 1 | 5  | 0  | 0  | 0    |
| 4    | Le Havre      | 26  | 14 | 6  | 0 | 8  | 0  | 0  | 0    |
| 5    | Bellegarde    | 26  | 14 | 6  | 0 | 8  | 0  | 0  | 0    |
| 6    | Nantes        | 22  | 14 | 4  | 0 | 10 | 0  | 0  | 0    |
| 7    | Saint Etienne | 22  | 14 | 4  | 0 | 10 | 0  | 0  | 0    |
| 8    | Marseille     | 22  | 14 | 4  | 0 | 10 | 0  | 0  | 0    |

|  | Qualifiés pour la Finale        |
|  | Relégués en Division Excellence |

## Finale
La Finale se déroule le 28 mars 1954, au Palais des Sports de Paris
Racing C.F. - ASVEL : 66-57

## Sources
- L'Équipe  (Octobre 1953 à Mars 1954)